# Corbehem
Corbehem är en kommun i departementet Pas-de-Calais i regionen Hauts-de-France i norra Frankrike. Kommunen ligger i kantonen Vitry-en-Artois som tillhör arrondissementet Arras. År 2022 hade Corbehem 2 268 invånare.

## Befolkningsutveckling
Antalet invånare i kommunen Corbehem
| Referens: INSEE |